# Bonnesvalyn
Bonnesvalyn es una comuna francesa, situada en el departamento de Aisne, de la región de Alta Francia.

## Demografía
| 189 | 148 | 142 | 139 | 203 | 199 | 233 | 241 |
| Para los censos de 1962 a 1999 la población legal corresponde a la población sin duplicidades (Fuente: INSEE [Consultar]) |     |     |     |     |     |     |     |